# رودریگو ری
رودریگو ری (انگلیسی: Rodrigo Rey؛ زادهٔ ۸ مارس ۱۹۹۱) بازیکن فوتبال اهل آرژانتین است.
از باشگاه‌هایی که در آن بازی کرده‌است می‌توان به باشگاه فوتبال گودوی کروز، باشگاه فوتبال ریور پلاته، و باشگاه فوتبال نیولز اولد بویز اشاره کرد.
وی همچنین در تیم ملی فوتبال زیر ۲۰ سال آرژانتین بازی کرده‌است.